# 水嶋瑞希
水嶋 瑞希（みずしま みずき、1994年8月17日 - ）は日本の女優。ジョビィキッズプロダクション所属。身長155cm、体重43kg。バトンが特技である。

## 主な出演

### 映画
- 『血と骨』（2004年）
- 『釣りバカ日誌15 ハマちゃんに明日はない!?』（2004年）
- 『ゴーグル』（2005年） 亜季役
- 『BOY MEETS BOY』（2005年）
- 『カナカナ』（2005年）加奈子役
- 『青い鳥』（2008年） クラスメイト役
- 『14才のハラワタ』（2009年） 佐藤ナツキ役

### テレビドラマ
- 『エンジン』（フジテレビ）第2話 美冴役
- 『女王の教室』（日本テレビ）
- 『菊次郎とさき』（テレビ朝日）
- 『慶次郎縁側日記2』（NHK）
- 『スクラップ・ティーチャー〜教師再生〜』（日本テレビ）高崎瑞希役

### CM
- 公文式

### その他TV番組
- ティンティンTOWN!
- 行列のできる法律相談所 なめくじ

### PV
- ネスレ日本 キットカット